# Drama coreà
Un drama coreà (한국드라마 Hanguk Deurama) també anomenat K-drama és una sèrie de televisió, similar a les minisèries occidentals, produïda en coreà per a les audiències coreanes. Molts d'aquests drames han arribat a ser populars a través d'Àsia i han contribuït al fenomen general de l'ona coreana. La majoria dels drames coreans populars s'originen en Corea del Sud, encara que alguns dels drames són de Corea del Nord i també han arribat a ser populars en Japó. Tres dels drames coreans internacionalment coneguts són Sonata d'Hivern, Escala al Cel i Contes de Tardor o com se li va conèixer en altres llocs, Tardor en el meu cor. Un dels drames internacionals del 2005 és Delightful Girl Choon-hyang encara que solament compta amb 17 episodis que emmarquen les dues temporades ens involucra en un món de parella, desavinences i de molt amor. On creixera un sentiment d'amor.